# كريم أباد (درميان)
کریم أباد (بالإنجليزية: Karimabad, Darmian)‏ هي مستوطنة تقع في إيران في قسم درمیان الريفي.